# Maansverduistering

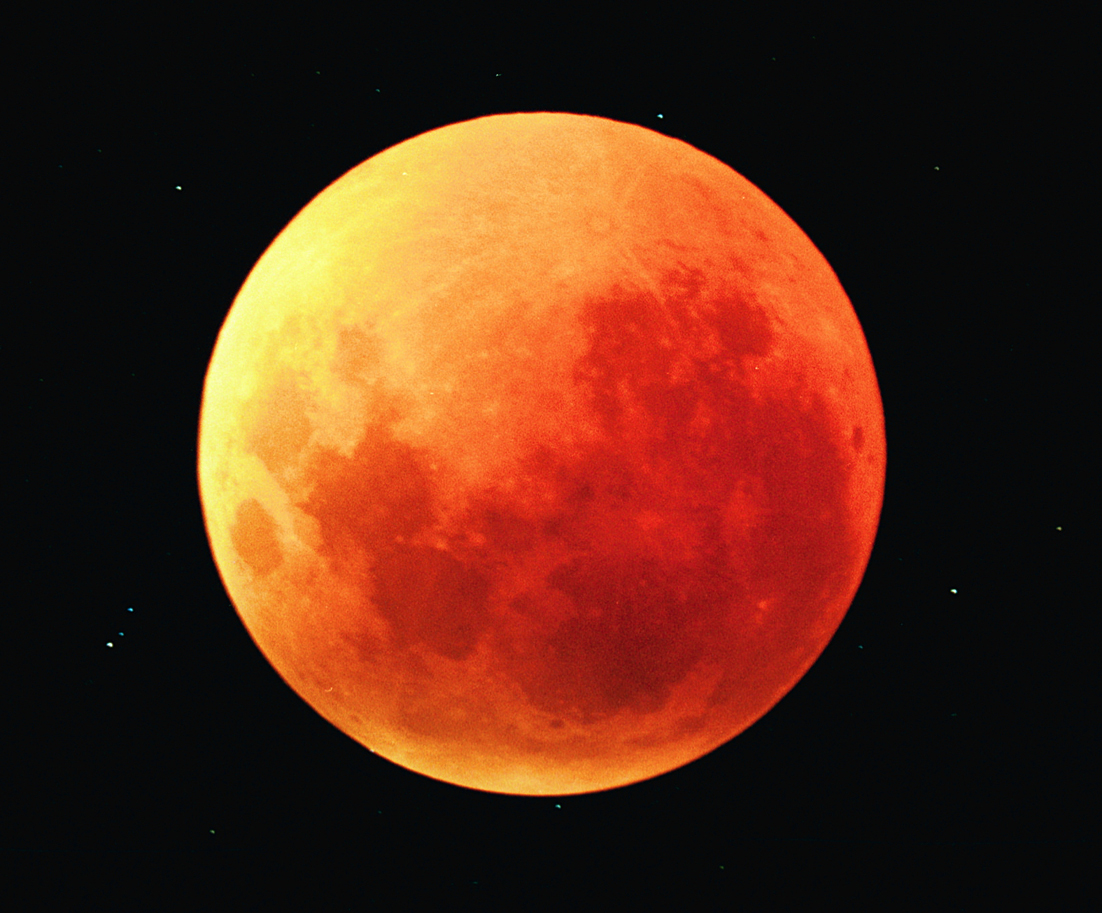
Maansverduistering. Het noorden van de maan wijst hier naar beneden

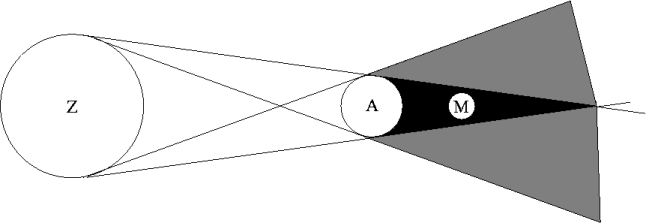
Totale maansverduistering. Z=zon, A=aarde, M=maan. De maan bevindt zich hier in de kernschaduw (zwart) nadat deze eerst de halfschaduw (grijs) gepasseerd heeft. Deze tekening is niet op schaal.

Een maansverduistering doet zich voor wanneer de zon, de aarde en de maan op één lijn staan (met de aarde in het midden), oftewel als zon en maan in oppositie staan. Normaal weerkaatst de maan het licht van de zon naar de aarde, maar tijdens een maansverduistering staat de aarde in de weg en ontvangt de maan geen zonlicht: de maan bevindt zich in de schaduw van de aarde en wordt dus donker, ofwel verduisterd.
Maansverduisteringen treden in een patroon op. Deze zogenaamde Saros-cyclus herhaalt zich elke 18 jaar.

## Volledige maansverduistering
Een volledige of totale maansverduistering doet zich voor wanneer de maan door de kernschaduw van de aarde gaat. Tijdens een maansverduistering wordt de maan nooit volledig overschaduwd. Een geringe hoeveelheid zonlicht bereikt door de aardatmosfeer nog de maan. Omdat dit licht terugkaatst naar de aarde is de maan tijdens een volledige verduistering toch zichtbaar vanaf de aarde. Door Rayleighverstrooiing in de aardatmosfeer krijgt dit licht een rode kleur. Datzelfde verschijnsel treedt op bij een zonsopgang of zonsondergang, waarbij de hemel een rode kleur krijgt. Door dat rode licht ziet de maan tijdens een maansverduistering er roodachtig uit. Dit wordt een bloedmaan genoemd. De rood gekleurde maan is alleen tijdens een totale maansverduistering waar te nemen, omdat bij een gedeeltelijke maansverduistering het verlichte deel van de maan de hemel nog te veel verlicht.
De rode kleur varieert afhankelijk van de hoeveelheid stof in de atmosfeer. Kort na een vulkaanuitbarsting zal de maan er tijdens een verduistering anders uitzien.
Maansverduisteringen doen zich alleen voor tijdens volle maan, wanneer de maan tegenover de zon staat. Er doet zich echter niet tijdens elke volle maan een verduistering voor, doordat de baan van de maan ongeveer 5,14° helt ten opzichte van de ecliptica (het vlak waarin de aarde rond de zon draait). Hierdoor kan een maansverduistering alleen optreden als de maan zich in een knoop bevindt, een van de twee punten waar het baanvlak de ecliptica snijdt. Meestal beweegt de maanbaan boven de schaduwkegel van de aarde langs, of eronderdoor. De schaduw van de aarde is ongeveer 2,5°. De kernschaduw, ook wel slagschaduw genoemd, is kleiner. Hoe verder van de aarde, des te kleiner is de kernschaduw. De kernschaduw heeft de vorm van een kegel en is ongeveer een miljoen kilometer lang. De maan bevindt zich op ca. 384.000 kilometer van de aarde.
In tegenstelling tot zonsverduisteringen, die in een klein gebied van de aarde te zien zijn, zijn maansverduisteringen waarneembaar vanaf elke plek op aarde waar men de maan kan zien. Bij volle maan is dit op aarde dus vrijwel overal waar het nacht is.

## Gedeeltelijke maansverduistering

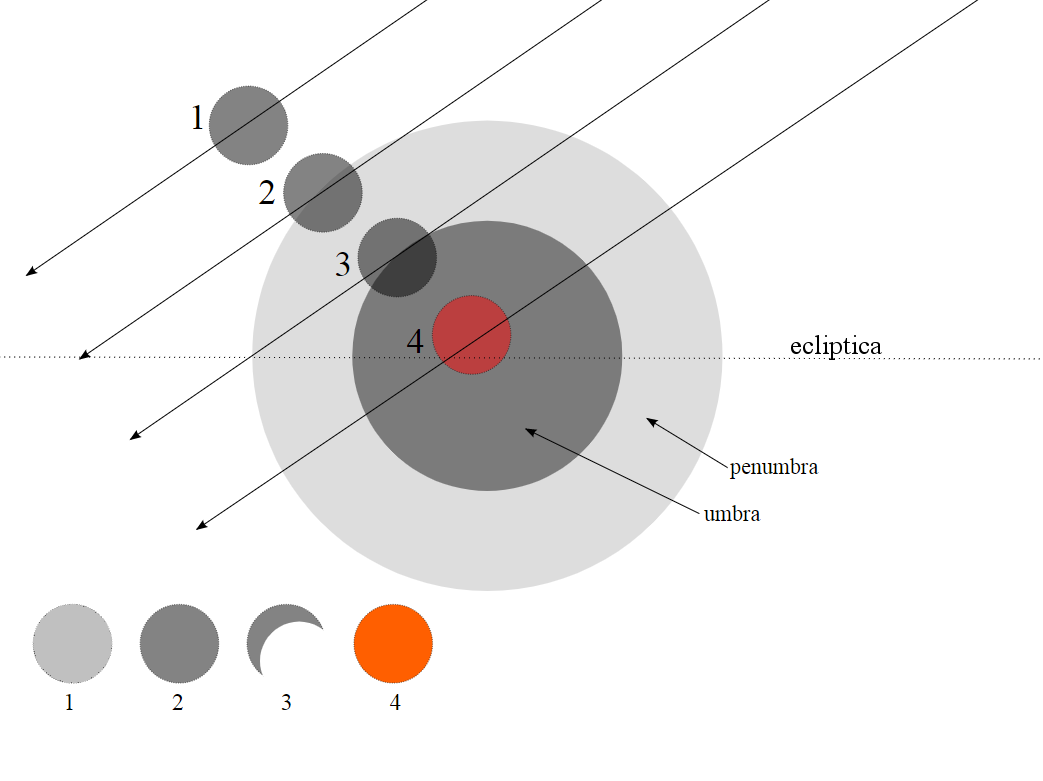
Drie varianten van maansverduisteringen. De pijl geeft de baan van de maan weer door de schaduw van de aarde. Links onder hoe de maan er vanaf de aarde gezien uit ziet. 1 = geen maansverduistering; 2 = partiële verduistering door de penumbra; 3 = partiële verduistering door de umbra; 4 = totale verduistering; de maan krijgt een rode kleur.

Er zijn verschillende vormen van een gedeeltelijke maansverduistering. Een penumbrale maansverduistering doet zich voor wanneer de maan volledig door de bijschaduw van de aarde trekt (het met grijs aangegeven deel van de aardeschaduw in het diagram bovenaan deze pagina) en niet door de kernschaduw. In dat geval is de volle maan wat minder helder. Als slechts een gedeelte van de maan door de umbra gaat, is er sprake van een gedeeltelijke maansverduistering. Het kan ook voorkomen dat de maan slechts door een gedeelte van de penumbra gaat.

## Tijdsduur van de maansverduistering
De tijd dat een maansverduistering duurt verschilt sterk. Een gedeeltelijke maansverduistering kan zeer kort duren, als de maan slechts een klein stukje van de schaduw van de aarde schampt. Een volledige maansverduistering duurt altijd lang, want het kost tijd voordat de maan via de penumbra de kernschaduw van de aarde bereikt. De maan moet dan immers eerst door de halfschaduw heen. Een totale maansverduistering kan zo wel vier uur duren. De tijd dat de maan totaal verduisterd is kan tot ruim een uur duren.

## Zicht op de aarde vanaf een verduisterde maan
Tijdens een volledige maansverduistering op aarde doet zich op de maan een zonsverduistering voor: de aarde staat voor de zon. Dit verschijnsel is nog nooit door mensen waargenomen. Wel heeft Surveyor 3 foto's gemaakt van de verduistering van 24 april 1967. Men neemt aan dat tijdens de verduistering het silhouet (de zwarte schijf) van de aarde zichtbaar is, omringd door een felle oranjerode cirkel, doordat men het licht ziet dat door de aardatmosfeer afgebogen wordt. Dit is waargenomen door het Japanse ruimtevaartuig SELENE, dat op 9 februari 2009 de door de aarde verduisterde zon filmde vanuit een baan om de maan.
Een zonsverduistering teweeggebracht door de aarde, gezien vanaf de maan, is een geliefkoosd thema van tal van space artists (ruimtekunstenaars), zoals Lucien Rudaux, Luděk Pešek, Chesley Bonestell en David Hardy. In deze schilderijen en illustraties zijn steeds gedeelten van het koperroodkleurige maanoppervlak te zien, met daarboven het gitzwarte silhouet van de aarde, omhuld door de geeloranje ring van buigingslicht afkomstig van de zon, net als de corona en ook gedeelten van het zodiakaal licht langs weerszijden van het silhouet van de aarde.
Tijdens een maansverduistering waarbij de maan zich in de penumbra bevindt, zal vanaf de maan gezien de zon slechts gedeeltelijk verduisterd zijn.
Doordat de aarde zo veel groter is dan de maan, is zo'n verduistering vanaf het standpunt van de maan geenszins een zeldzaam fenomeen. Vanaf een groot deel van de maan, maximaal een halfrond, zal het verschijnsel zichtbaar zijn.

## Maansverduisteringen
Tussen 2001 en 2050 vinden 116 maansverduisteringen plaats (gemiddeld 2,32 per jaar). Voor bijna de helft van deze eclipsen (57) is ten minste het maximum in de Benelux zichtbaar (gemiddeld 1,14 per jaar).
De eerste totale maansverduistering sinds 2011 die vanuit deze streken goed te zien was, was de totale maansverduistering van 28 september 2015. Op 4 april 2015 vond een totale maaneclips plaats, die vanuit de Benelux onzichtbaar was. De laatste maansverduistering die ten minste voor een deel zichtbaar was daarvoor, vond plaats in de nacht van 18 op 19 oktober 2013. Dit was een gedeeltelijke maansverduistering in de bijschaduw, de minst spectaculaire variant.
| Maximum           | Maximum | Type         | Grootte | Zichtbaarheid in Nederland en België |
| Datum             | Tijd    | Type         | Grootte | Zichtbaarheid in Nederland en België |
| ----------------- | ------- | ------------ | ------- | ------------------------------------ |
| 4 april 2015      | 14:00   | Totaal       | 1,004   | Onzichtbaar                          |
| 28 september 2015 | 04:47   | Totaal       | 1,281   | Zichtbaar                            |
| 23 maart 2016     | 12:47   | Bijschaduw   | 0,800   | Onzichtbaar                          |
| 18 augustus 2016  | 11:43   | Bijschaduw   | 0,017   | Onzichtbaar                          |
| 16 september 2016 | 20:54   | Bijschaduw   | 0,932   | Begin onzichtbaar                    |
| 11 februari 2017  | 01:44   | Bijschaduw   | 1,015   | Zichtbaar                            |
| 7 augustus 2017   | 20:21   | Gedeeltelijk | 2,320   | Alleen einde zichtbaar               |
| 31 januari 2018   | 14:30   | Totaal       | 2,320   | Onzichtbaar                          |
| 27 juli 2018      | 22:22   | Totaal       | 2,706   | Begin onzichtbaar                    |
| 21 januari 2019   | 06:12   | Totaal       | 2,192   | Einde onzichtbaar                    |
| 16 juli 2019      | 23:31   | Gedeeltelijk | 1,728   | Begin onzichtbaar                    |
| 5 juni 2020       | 21:25   | Bijschaduw   | 0,594   | Alleen einde zichtbaar               |
| 5 juli 2020       | 06:30   | Bijschaduw   | 0,379   | Alleen begin zichtbaar               |
| 30 november 2020  | 10:43   | Bijschaduw   | 0,856   | Onzichtbaar                          |
| 26 mei 2021       | 13:19   | Totaal       | 1,980   | Onzichtbaar                          |
| 19 november 2021  | 10:03   | Gedeeltelijk | 2,099   | Alleen begin zichtbaar               |
| 16 mei 2022       | 06:12   | Totaal       | 2,396   | Alleen begin zichtbaar               |
| 8 november 2022   | 11:59   | Totaal       | 2,439   | Onzichtbaar                          |
| 5 mei 2023        | 19:23   | Bijschaduw   | 0,988   | Alleen einde zichtbaar               |
| 28 oktober 2023   | 22:14   | Gedeeltelijk | 1,142   | Zichtbaar                            |
| 25 maart 2024     | 08:13   | Bijschaduw   | 0,983   | Alleen begin zichtbaar               |
| 18 september 2024 | 04:44   | Gedeeltelijk | 1,063   | Zichtbaar                            |

### Totale maansverduistering van 28 september 2015
De totale maansverduistering van 28 september 2015 was de eerste totale maaneclips sinds 2011 die goed zichtbaar was in de Benelux, en de eerste sinds 2008 die volledig zichtbaar was. De eclips begon om 2:11 uur MEZT en stond bij het maximum, om 4:48 uur, op een hoogte van circa 24° (in Utrecht). De verduistering eindigde om 7:24 uur. De maan bewoog zuidelijk langs het centrum van de aardschaduw. De totaliteit duurde bijna 73 minuten en tijdens het maximum stond de maan 20,3 boogminuten van het schaduwcentrum af. De grootte van de eclips bedroeg 1,28, een donkere verduistering.
Deze maansverduistering gecombineerd met een supermaan wordt ook wel een superbloedmaan genoemd.

## Bijgeloof en mythen
Het verschijnsel dat de maan verduisterd wordt en zelfs rood wordt, heeft tot diverse mythen geleid.
- De Inca's geloofden dat de maan bloedrood werd door een aanval van een jaguar. Omdat ze bang waren dat de jaguar ook naar de aarde zou komen, joegen de inca's hem weg door lawaai te maken. Ze hieven hun speren naar de hemel en sloegen hun honden om ze te laten janken en blaffen.[10]
- In Mesopotamië dacht men dat een maansverduistering een bedreiging was voor de koning. De koning werd tijdelijk vervangen door een plaatsvervanger, die na afloop werd gedood. In Mesopotamië konden astronomen de maansverduistering voorspellen.[10]
- Tijdens de Zhou-dynastie zagen de Chinezen een bloedmaan als een aankondiging van hongersnood en epidemieën. Ze luidden klokken om de hogere machten ter verjagen.[10] Een andere Chinese legende is dat de maan wordt ingeslikt door een pad met drie poten.
- De Hupa uit het huidige Californië geloofden dat de maan een harem had van 20 vrouwen en een kudde vee. Als de maan de dieren niet genoeg te eten gaf vielen ze hem aan, waardoor hij rood werd. De vrouwen van de maan vingen het bloed op en genazen de maan.[10]
- De Batammaliba uit West-Afrika denken dat de maan en de zon ruzie maken tijdens een maansverduistering. Het volk gaat bemiddelen, en ze verzoenen zich tegelijkertijd met hun vijanden.[10]
- De oude Egyptenaren dachten dat de maan door een zeug werd ingeslikt tijdens een maansverduistering.
- De voorchristelijke Saksen noemden de verduisterende maan 'zegevierende maan'.[bron?]

## Wetenswaardigheden
- De Oude Grieken concludeerden dat de aarde een bol is omdat tijdens maansverduisteringen de rand van de schaduw van de aarde, die op de maan valt, altijd rond is.
- Bij een zonsverduistering staan de zon, maan en aarde ook op één lijn, net als bij een maansverduistering. Alleen staat dan de maan in het midden.
- Waarnemers met telescopen plaatsen wel eens een transparant cyaanfilter op het oculair van hun telescoop om subtiele kleurveranderingen in de overwegend koperkleurige schaduw van de aarde te detecteren. De verduisterde maan ziet er tijdens deze waarnemingen nog donkerder uit, waardoor kleurschakeringen die naar blauw en groen neigen veel beter opgemerkt kunnen worden.[11] De gewoonlijk onscherp uitziende rand van de aardschaduw, waargenomen gedurende een gedeeltelijke maansverduistering, ziet er onder deze omstandigheden scherper begrensd uit.
- Sommige totale maansverduisteringen kunnen er zodanig donker uitzien alsof het lijkt dat er helemaal geen maan aan de hemel staat.[12] Dat was het geval gedurende de nacht van 30 december 1963, alsook gedurende de twee totale maansverduisteringen van 1913.[13][14]
- Een zo goed als totaal verduisterde maan waar aan de rand ervan toch nog een heel klein deeltje te zien is dat niet verduisterd is, in de vorm van een zwak afgebogen witte sikkel, wordt ook wel het vingernageleffect genoemd.
- Gedeeltelijke maansverduisteringen worden wel eens op foutieve manieren beschouwd als wassende of afnemende maansikkels. Anderzijds worden de jonge of wassende maansikkel en de oude of afnemende maansikkel verkeerdelijk beschouwd als gedeeltelijke maansverduisteringen.[15]